# Oberea flavipes
Oberea flavipes är en skalbaggsart som beskrevs av Samuel Stehman Haldeman 1847. Oberea flavipes ingår i släktet Oberea och familjen långhorningar. Inga underarter finns listade i Catalogue of Life.